# Angus Young
Angus McKinnon Young (sinh ngày 31 tháng 3 năm 1955) là một tay guitar người Úc, được biết đến như là người đồng sáng lập, tay guitar chính, nhạc sĩ và là thành viên ngay từ ban đầu và duy nhất cho đến bây giờ của ban nhạc hard rock của Úc AC/DC. Anh được biết đến với những màn biểu diễn tràn đầy năng lượng, ăn mặc trang phục của cậu học trò và phiên bản riêng của lối đi kiểu con vịt (duckwalk) của Chuck Berry. Young được xếp hạng 24 trong danh sách 100 tay guitarist vĩ đại nhất của mọi thời đại của tạp chí Rolling Stone.
Năm 2003, Young và các thành viên khác của AC / DC được đưa vào Rock and Roll Hall of Fame.

## Thời thơ ấu
Là em út của 8 người con của William và Margaret Young, Angus sinh ra ở Glasgow, Scotland. Năm 1963 ông di cư từ Scotland đến Sydney, cùng với cha mẹ, anh trai Malcolm và George, và chị gái Margaret .Ông bỏ học ở trường trung học Ashfield Boys ở tuổi 15. Anh trai của ông, Alex, vẫn ở Scotland và sau đó thành lập ban nhạc Grapefruit có trụ sở tại London. Người anh lớn nhất Stephen là cha của thành viên tương lai AC/DC Stevie Young.
Young đầu tiên bắt đầu chơi trên một banjo, với sáu dây. Lần đầu tiên ông bắt đầu chơi guitar trên một guitar acoustic rẻ tiền được mẹ ông mua lại. Gibson SG đầu tiên của ông cũng được mua lại vào khoảng năm 1970 từ một cửa hàng âm nhạc ngay trên đường phố từ nhà ông:
| “ | Tôi bỏ học và có một cây Gibson SG mà tôi chơi cho đến khi nó bị thối rữa gỗ vì đổ rất nhiều mồ hôi và nước vào nó. Toàn bộ cần đàn đã cong. Tôi đã mua đồ cũ; Đó là một guitar khoảng năm 67. Nó có một cần đàn thật mỏng, thật rất mỏng, giống như cần Custom. Nó có màu nâu đậm. | ” |